# Lubomír Zaorálek
Lubomír Zaorálek, né le 6 septembre 1956 à Ostrava, est un homme politique tchèque membre du Parti social-démocrate tchèque (ČSSD).

## Biographie

### Situation personnelle
Né en septembre 1956 à Ostrava, il est diplômé de l'Université Jan Evangelista Purkyně (aujourd'hui Université Masaryk) à Brno en 1982.
Il travaille comme dramaturge à la télévision tchécoslovaque à Ostrava.

### Parcours politique
Pendant la révolution de velours en novembre 1989, il adhère au Forum civique.
Il est élu pour la première fois à la chambre des députés en 1996 en tant que membre du Parti social-démocrate tchèque (ČSSD), dont il devient vice-président en 2009.
De 2002 à 2006, il est président de la chambre des députés.
Il devient premier vice-président Chambre des députés de 2010 à 2013.
Il devient ministre tchèque des Affaires étrangères de 2014 à 2017 au gouvernement Sobotka, puis ministre de la Culture du second gouvernement de coalition d'Andrej Babiš de 2019 à 2021. Il perd son siège de député lorsque son parti n'obtient pas le quorum nécessaire pour entrer à nouveau au parlement lors des élections législatives tchèques de 2021.
En juin 2016, il accuse l'Union européenne de diviser l'Europe avec sa politique d'immigration. Il avance qu'un système de quotas est absurde. « Le sentiment qui règne ici en République tchèque est : Pourquoi devrions-nous être tolérants avec quelqu'un qui à ce jour ne montre aucune tolérance envers nous ? ».